# Encrypted Title Key
L'Encrypted Title Key és una clau encriptada que pertany al sistema de protecció anticòpia en l'especificació Advanced Access Content System (AACS). És una clau que s'engloba dins del sistema Media Key Block i és una part important del procés de protecció de contingut en els formats Blu-ray i HD-DVD.

## Per a què serveix
El principal objectiu de les Encrypted Title Key és reforçar la seguretat del contingut dels discs, durant el procés de desxifrat dels continguts emmagatzemats en aquests.
El contingut emmagatzemat en un suport com són els discs Blu-ray o HD-DVD està format i dividit en unitats d'informació anomenats Titles.
El propietari dels continguts a protegir, divideix la informació en forma d'un o més Titles. A més, proveeix una sèrie de regles anomenades Usage Rules al reproductor amb llicència, que serviran més endavant per poder desxifrar la informació dels discos.
Per a protegir el contingut, el que es fa és encriptar aquestes unitats d'informació mitjançant unes claus d'encriptació anomenades Title Keys.
Per a més seguretat i perquè el procés d'obtenció d'aquestes claus no es pugui fer amb qualsevol reproductor sense llicència, s'encripten les Title Keys, obtenint com a resultat les Encrypted Titles Keys.
Cada Title Key ha de ser capaç d'encriptar el contingut del seu corresponent Title, de la forma com s'especifica segons el format del contignut.

## Procediment de desxifrat
Perquè els reproductors amb llicència puguin arribar a fer la lectura del contingut dels discs, es realitzen diferents processos de desxifrat abans de poder procedir a la lectura.
Els discs contenten un identificador de volum anomenat VID (Volume ID), les Encrypted Title Key i una clau de desxifrat (Media Key Block).

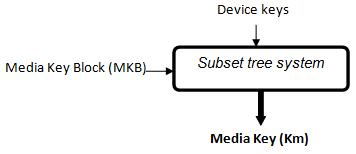
Procés d'obtenció del Media Key a partir del MKV i del Device Key

Els reproductors disposen d'unes claus, pròpies per a cada model, anomenades Device Keys, que són concedides per l'organització AACS. En el moment de la reproducció, una d'aquestes claus desxifra la MKB continguda en el disc i com a resultat d'aquest procés obtenim la Media Key.
La Media Key es combina amb el VID (Volume ID) i s'origina la Volume Unique Key (KVU) que finalment permet desxifrar les Encrypted Title Key i consegüentment obtenir les Title Keys necessàries per desxifrar el contingut del disc i reproduir-lo

Per a codificar la Encrypted Title Key, es fa una codificació seguint la següent fórmula: 
AES-128E(Kvu, Kt ⊕ Nonce ⊕ AES_H(Volume ID || title_id))
Amb un simple anàlisi de la fórmula, es pot comprovar que el resultat s'obté de la combinació entre el Volum ID i un identificador del Title obtingut a partir del Media Key, obtenint com a resultat el Kvu (Volume Unique Key)

Procés de desxifrat AACS

## Problemes en el desxifrat
Els reproductors segueixen un procés d'actualització de les Encrypted Titles Keys per obtenir les Titles Keys i així poder anar reproduint els Titles. Encara que aquest període sigui molt petit (molt inferior a un segon) és un temps crític, suficient perquè el contingut de l'usuari es perdi si el reproductor falla en el procés de desxrifratge.
Per reduir aquest problema de pèrdues, els reproductors mantenen el MKB vell abans de reescriure el nou MKB per poder desxifrar. Un cop actualitzat el Encrypted Title Key, s'esborra automàticament el MKB vell. Si el reproductor torna a llegir el MKB vell, és una indicació de què el Encrypted Title Key pot haver estat corromput.
Perquè això no esdevingui, se segueixen uns protocols per reduir aquests problemes. Actualment se segueixen dos protocols diferents per a l'actualització de les Encrypted Title Keys, segons on s'ubiquin dins l'àrea de lectura/escriptura dels discos:
-Protocol de recuperació quan els Encrypted Title Keys estan en fitxers diferents: en aquest cas es manté l'Encrypted Title Key vell per actualitzar-se i obtenir el nou.
-Protocol de recuperació quan els Encrypted Title Keys estan en el fitxer de contingut: no cal mantenir el vell Encrypted Title Key per obtenir el nou.

## A on s'ubica
Les Encrypted Title Key es localitzen en els discs Blu-ray i HD-DVD. El contingut emmagatzemat dins dels discs es divideix en diferents àrees segons els la funció que realitza cada bloc d'informació: 

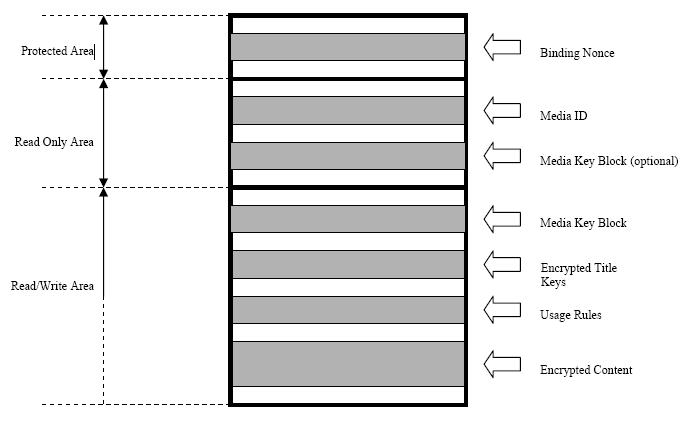
Localització dels components en el disc

La informació emmagatzemada en els discos està dividida en tres parts diferents: 
- àrea de lectura/escriptura
- àrea de només lectura
- àrea protegida

Les Encrypted Title Keys es troben en l'àrea de lectura/escriptura juntament amb el Media Key Block, l'Usage Rules i el contingut encriptat.